# CCL16
CCL16, hemokin (C-C motif) ligand 16, je mali citokin iz CC hemokin familije koji je poznat pod nekoliko pseudonima, uključujući LEC (engl. Liver-expressed chemokine - hemokin izražen u jetri), i monotaktin-1 (MTN-1). Ovaj hemokin je izražen u jetri, timusu, i slezini. On je hemoatraktant za monocite i limfocite. CCL16 ćelijska ekspresija se može jako indukovati u monocitima sa IL-10,  i bakterijskim lipopolisaharidima. Njegov gen je lociran na hromozomu 17 kod ljudi, u klasteru sa drugim CC hemokinima. CCL16 dejstvuje na ćelije putem interakcija sa hemokinskim receptorima na ćelijskoj površini kao što su , ,  i .